# Mekhanitjeskaja sjuita
Mekhanitjeskaja sjuita (russisk: Механическая сюита) er en russisk spillefilm fra 2001 af Dmitrij Meskhijev.

## Medvirkende
- Mikhail Poretjenkov som Mityagin
- Sergej Garmash
- Konstantin Khabenskij som Eduard
- Sergej Makovetskij som Pljuganovskij
- Andrej Zibrov som Viktor